# Naganiacz (film)
Naganiacz – polski czarno-biały film wojenny z 1963 roku w reżyserii Ewy i Czesława Petelskich. Scenariusz napisał Roman Bratny na podstawie własnego opowiadania pod takim samym tytułem. Zdjęcia kręcono w okolicy Sokołowa Podlaskiego.

## Opis fabuły
Akcja filmu dzieje się podczas ostatniej wojennej zimy. Przez Polskę przejeżdża transport węgierskich Żydów. Części z nich udaje się uciec i schronić w lesie. Jedna z uciekinierek, w poszukiwaniu pożywienia, natrafia na Michała, uczestnika powstania warszawskiego. Michał dostarcza Żydom jedzenie i wskazuje miejsce ukrycia, bo w lesie słychać strzały. Tymczasem Niemcy, stacjonujący w okolicy, organizują polowanie, angażując mieszkańców w roli naganiaczy. Okazuje się, że polowanie odbywa się w rejonie ukrywających się Żydów.

## Obsada aktorska
- Bronisław Pawlik (Michał)
- Maria Wachowiak (Węgierka)
- Krystyna Borowicz (rotmistrzowa)
- Aleksander Fogiel (Budyta)
- Wacław Kowalski (Tomasik)
- Ryszard Pietruski (Jaworek)
- Tadeusz Somogi (łącznik z rozkazem dla Michała)
- Stefan Bartik (człowiek ze spalonej leśniczówki)
- Bohdan Ejmont (oficer radziecki)